# Adolf Kreß

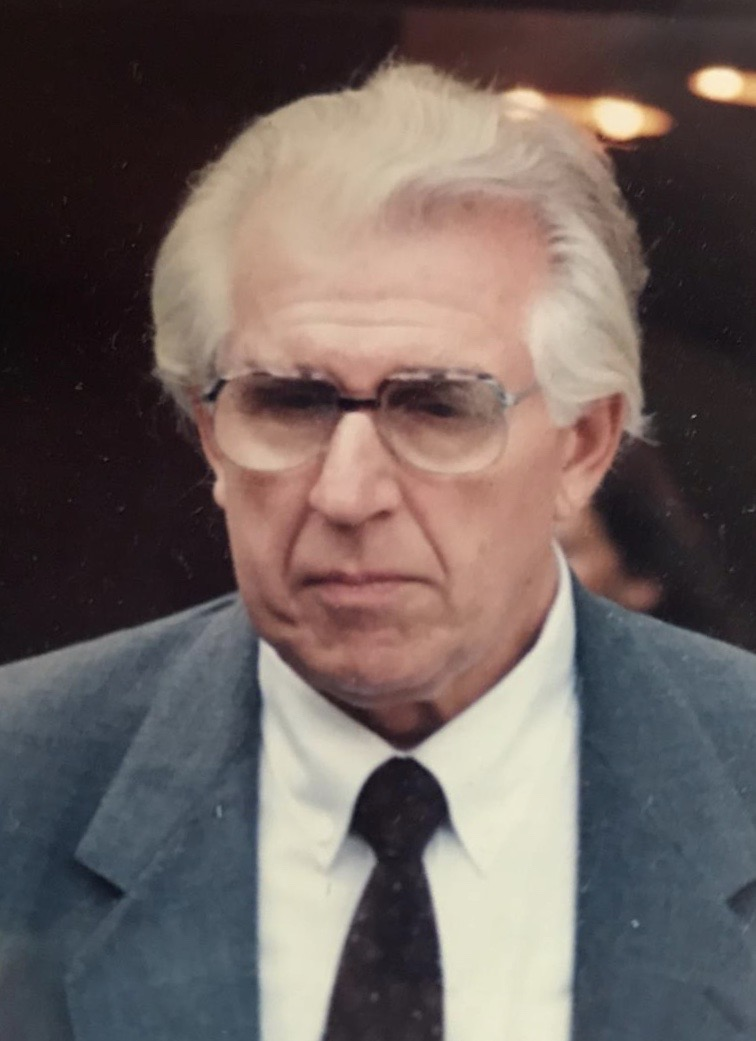
Adolf Kreß (1985)

Adolf Kreß (* 27. Juni 1925 in Mannheim; † 5. April 1996 ebenda) war ein deutscher Jurist und von 1980 bis 1989 leitender Regierungsdirektor sowie ab 1968 stellvertretender Vorstandsvorsitzender der Versorgungsanstalt des Bundes und der Länder (VBL).  

## Leben
Kreß wurde 1925 als einziges Kind von Ida Kreß (geb. Sichermann) und Max Kreß in Mannheim geboren. Sein Vater war Metzgermeister, seine Mutter Verkäuferin. Schon während der Schulzeit arbeitete Kreß im Laden seiner Eltern. Mit 10 Jahren besuchte er die Heimschule Lender in Sasbach im Schwarzwald und legte 1944 das Abitur ab. Anschließend wurde Kreß eingezogen und arbeitete in einem Büro in Metz. Nach seiner Rückkehr aus dem Krieg wurde das Abitur nicht anerkannt, sodass er das Abitur 1946 erneut ablegte. Anschließend studierte Kreß von 1947 bis 1951 Rechtswissenschaften an der Universität Heidelberg. Nach dem zweiten Staatsexamen im Jahr 1954 arbeitete Kreß zunächst bei der Oberfinanzdirektion (OFD) in Karlsruhe. Später wechselte er zur Versorgungsanstalt des Bundes und der Länder. Im Jahr 1968 wurde Kreß Teil des Vorstandes sowie stellvertretender Vorstandsvorsitzender der VBL und 1980 leitender Regierungsdirektor. Ein besonderer Schwerpunkt seiner Arbeit lag im Anlagebereich.
Seit dem 21. Februar 1955 war Kreß mit Maria Murst (* 1928) verheiratet. Ihre Mutter Anna Murst (geb. Biffar; 1903–1976) stammte aus Deidesheim in Rheinland-Pfalz und war Nachfahrin von Hugenotten, die 1723 aus Lyon nach Deidesheim geflüchtet waren. Die Biffars betrieben hier bis 2013 das Weingut Josef Biffar.
Kreß erhielt am 5. April 1978 das Verdienstkreuz am Bande von Bundespräsident Walter Scheel und am 24. November 1988 das  Bundesverdienstkreuz 1. Klasse von Bundespräsident Richard von Weizsäcker. Kreß ging im Jahr 1989 in den vorzeitigen Ruhestand. Adolf Kreß starb am 5. April 1996 im Alter von 70 Jahren an Multiplen Myelom im Universitätsklinikum Mannheim.